# Straddle (técnica)
A straddle era o estilo dominante no salto em altura antes do desenvolvimento do fosbury flop, as vezes confundido com seu antecessor, o rolo ocidental.
Ao contrário do salto tesoura ou o flop, onde o saltador se aproxima da barra para decolar do pé externo, o saltador no straddle se aproxima do lado oposto, para decolar do pé interno, se assemelhando ao rolo ocidental; no entanto, no rolo ocidental, o lado ou as costas do saltador ficam de frente para a barra; no straddle o saltador cruza a barra de bruços, com as pernas escarranchadas, tendo uma posição de folga e uma vantagem mecânica sobre o rolo ocidental, pois é possível alcançar uma barra mais alta em relação ao centro de massa do saltador. Em termos simples, o saltador de rolo ocidental tem que aumentar a largura do corpo acima da barra; o straddle tem apenas que obter a espessura do corpo acima dele.
Existem duas variantes do straddle: o paralelo e o mergulho. Com o straddle paralelo, a perna da frente é chutada alta e reta, e a cabeça e o tronco passam a barra ao mesmo tempo. Charles Dumas, o primeiro saltador em altura a limpar 7 ft, e John Thomas (medalhista de prata na olimpíada de 1964) usou esta técnica. Valeriy Brumel (ouro em 1964) mergulhou, sua cabeça passando por cima da barra antes de seu tronco. Provavelmente o expoente mais extremo da variante mergulho foi Bob Avant, que limpou 7 pés em 1961. A técnica de Avant estava perto de um mergulho puro, com apenas uma pequena joelhada na perna dianteira.
O último salto recorde mundial com a técnica straddle foi o de Vladimir Yashchenko de 2.34 m (7 pés 8 em) em 1978. (Seu melhor resultado foi 2.35 m obtido em Milão no campeonato europeu de 1978. No feminino, a saltadora de straddle Rosemarie Ackermann, da Alemanha Oriental, alcançou recorde mundial de 2 m no período de 1974 para 1977
Em 1968, um americano Dick Fosbury usou um estilo completamente novo, chamado Fosbury Flop, para vencer as olimpíadas de 1968 por 2.24 m (7 pés 4 em). Esse estilo se espalhou rapidamente e logo os "floppers" se tornaram dominantes nas competições de salto em altura.
Em 1993, um saltador americano Steve Harkins trouxe de volta o estilo straddle na divisão Master, derrotando um 'flopper' no Campeonato Mundial em Miyazaki Japão. Harkins usou o estilo 'cabeça para baixo primeiro', assim como Brumel. Aos 6' 71⁄4 " no Campeonato Nacional dos EUA em Bozeman, Montana; em março de 1993, Harkins foi o saltador mais alto no master a ter usado o estilo straddle. O último usuário significativo do estilo foi o decatleta da Alemanha Oriental, Christian Schenk, que se aposentou em 1994. Ele acertou 2.27 m, na olimpíadas de 1988 conquistou a medalha de ouro, Olympic Decathlete Best in high jump.